# Perlenfischerei

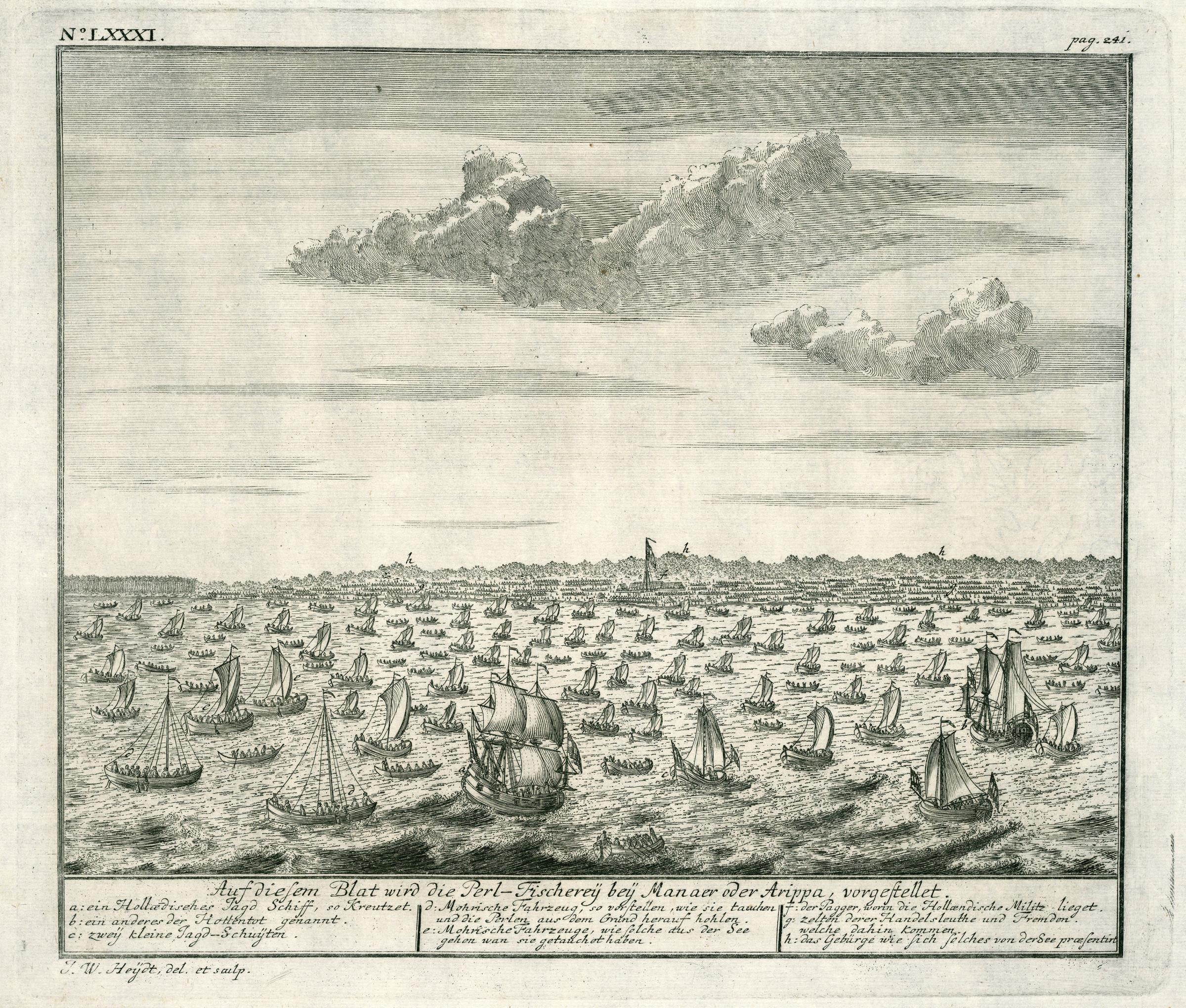
Perlenfischer bei Mannar (Sri Lanka), 1735/1744

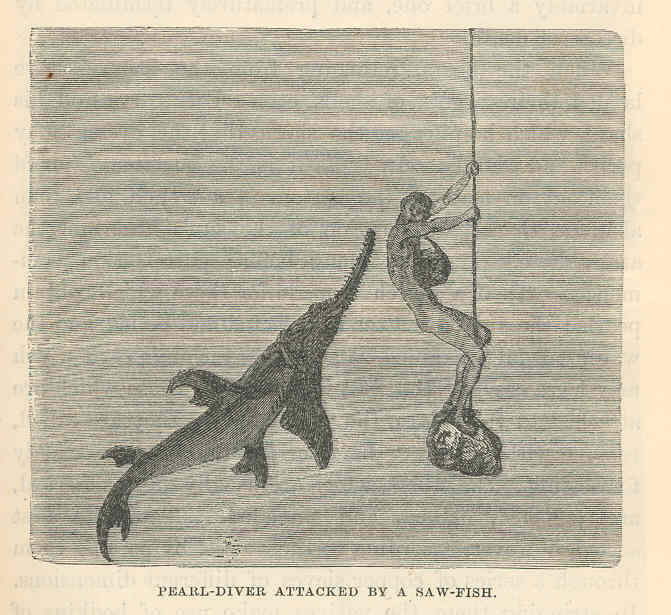
Wie von Heßling beschrieben: Perlentaucher, der auf einem Stein steht, und angreifender Sägefisch (1876)

Perlenfischerei ist die Gewinnung von Perlen aus Muscheln vom Meeresgrund. Perlenfischerei war bis zur industriellen Produktion von Zuchtperlen, die im frühen 20. Jahrhundert begann, ein wichtiger Wirtschaftszweig am Persischen Golf, in Sri Lanka, Japan und auf den Philippinen; bis etwa 1630 auch in Venezuela.

## Allgemeines
Vor Beginn des 20. Jahrhunderts war die einzige Methode, Perlen zu gewinnen, das Sammeln von Perlmuscheln. Das wurde in großem Stil unter anderem am Persischen Golf, in einer Gegend, die man ehemals die Piratenküste nannte und die heute zu den Vereinigten Arabischen Emiraten gehört, in Ceylon, jetzt Sri Lanka genannt, und in Japan betrieben. In Japan wurde die Perlentaucherei fast ausschließlich von Frauen betrieben; der japanische Name für den Beruf lautet ama. Sie trugen ursprünglich nur einen Lendenschurz, im 20. Jahrhundert dann dünne weiße Kleidung.
Die Perlentaucher, z. B. am Persischen Golf, arbeiteten ohne jegliche technische Hilfsmittel; ein Tauchgang konnte also nur so lange dauern, wie man den Atem anhalten konnte. Sie tauchten meist 10 bis 30 m tief und lösten mit einem Messer die Muscheln aus dem Grund heraus. Der Ausdruck „Perlenfischer“ ist somit irreführend (wie auch englisch „pearl hunting“ und französisch „pêcheurs de perles“). Die Ausbeute war sehr gering.

## Perlenfischerei am Persischen Golf(ein zeitgenössischer Bericht)
Der Arzt und Physiologe Karl Theodor von Heßling (1816–1899) schrieb dazu:

„Gegenwärtig sind die Perlfischereien des Persischen Golfes im Besitze des Sultans von Maskate und der Perlenhandel befindet sich fast ausschließlich in den Händen der großen Banianer Kaufleute, welche in Maskate eine eigene Handelsgilde bilden […]
In der […] Strecke von Scharja westwärts bis zur Biddulph’s Gruppe steht es Jedem frei, zu fischen. Die Boote sind von verschiedener Größe und verschiedenem Bau, im Durchschnitt von 10–18 Tonnen. Man rechnet, dass während der Fischzeit, vom Juni bis Mitte September, die Insel Bahrein 3500 Boote jeder Größe, die persische Küste 100, und das Land zwischen Bahrein und der Mündung des Golfs mit Einschluss der Piratenküste 700 liefert. Die Boote führen 8–40 Mann, und die Zahl der Leute, welche in der günstigsten Jahreszeit mit der Fischerei beschäftigt sind, mag über 30000 betragen. Keiner erhält einen bestimmten Lohn, sondern jeder hat einen Antheil am Gewinne. Der Scheikh des Hafens, zu dem jedes Schiff gehört, erhebt eine kleine Abgabe von 1–2 Dollars. Sie leben während der Fischzeit von Datteln, Fischen, […] Reis. Wo es viele Polypen gibt, wickeln sich die Taucher in ein weißes Kleid, gewöhnlich aber sind sie, mit Ausnahme eines Tuches um die Lenden, ganz nackt. Wenn sie an die Arbeit gehen, so theilen sie sich in zwei Abtheilungen, von denen die eine im Boote bleibt, um die andere, welche untertaucht, wieder heraufzuziehen. Die letzteren versehen sich mit einem kleinen Korbe, springen über Bord und stellen ihre Füße auf einen Stein, an dem eine Leine befestigt ist. Auf ein gegebenes Signal lässt man diese los und sie sinken mit derselben zu Boden. Sind die Muscheln dicht übereinander gelagert, so können sie acht oder zehn auf Einmal los bekommen; dann zerren sie an der Leine und die Leute im Boote ziehen sie möglichst schnell wieder herauf. […] die Zeit, welche sie unter dem Wasser bleiben […] beträgt im Durchschnitt gewöhnlich 40 Secunden […] Unfälle durch Haifische kommen nicht oft vor, aber der Sägefisch (Pristis) ist sehr gefürchtet. Man erzählt Beispiele, wo Taucher durch diese Ungeheuer völlig entzweigeschnitten wurden […]
Man betrachtet das Tauchen als der Gesundheit sehr nachtheilig, und gewiss verkürzt es das Leben derer, welche es vielfach treiben. Böse Folgen zeigen sich auch im Erkranken der Augenlider, an denen fast Alle leiden […]
Um den Athem besser anhalten zu können, setzen sie ein Stück elastisches Horn über die Nase, welche dadurch fest zusammengehalten wird. Der Taucher geht nicht jedes Mal, wenn er an die Oberfläche kommt, in’s Boot zurück, sondern hält sich an den Stricken, welche an der Seite des Bootes hängen, fest, bis er wieder hinlänglich Athem geschöpft hat; meist nach 3 Minuten Erholung stürzt er von neuem in die Tiefe.“

## Perlenfischerei in Venezuela
Die venezolanische Küste zwischen Caracas im Westen und der Paria-Halbinsel im Osten bezeichnete man früher als „Perlenküste“. Ihr vorgelagert ist die Insel Margarita, die reich an Perlen war (span. „margarita“ bedeutet „Perle“). Die Insel Coche, ehemals ebenfalls reich an Perlen, liegt zwischen der Festlandsküste und der Insel Margarita. In den ersten Jahrzehnten des 16. Jahrhunderts wurde die Region zwischen der Insel Margarita und dem Festland eine der Hauptquellen für die Gewinnung von Perlen in der Welt. Viele Indigene wurden als Sklaven zum Perlentauchen gezwungen. Alexander von Humboldt hat um 1800 die Gegend bereist; er schreibt dazu:

„Las Casas und Benzoni erzählen, und zwar nicht ohne Uebertreibung, wie grausam man mit den Indianern und Negern umging, die man zur Perlenfischerei brauchte. In der ersten Zeit der Eroberung lieferte die Insel Coche allein 1500 Mark Perlen monatlich. Der Quint, den die königlichen Beamten vom Ertrag an Perlen erhoben, belief sich auf 15000 Dukaten, nach dem damaligen Wert der Metalle und in Betracht des starken Schmuggels eine sehr bedeutende Summe. Bis zum Jahre 1530 scheint sich der Wert der nach Europa gesendeten Perlen im Jahresdurchschnitt auf mehr als 800000 Piaster belaufen zu haben. Um zu ermessen, von welcher Bedeutung dieser Handelszweig in Sevilla, Toledo, Antwerpen und Genua seyn mochte, muß man bedenken, dass zur selben Zeit alle Bergwerke Amerikas nicht zwei Millionen Piaster lieferten und dass die Flotte Ovandos für unermesslich reich galt, weil sie gegen 2600 Mark Silber führte. […] Gegen das Ende des 16. Jahrhunderts nahm die Perlenfischerei rasch ab, und nach Laets Angabe hatte sie im Jahre 1633 längst aufgehört.“

Humboldt war nicht, wie man nach dem obigen Text denken könnte, ein Befürworter der Sklaverei, sondern ihr entschiedener Gegner. Der später ungebräuchliche Ausdruck der Quint bedeutete den fünften Teil.
Dies ist die „Erzählung“ des oben erwähnten Las Casas:

„In diesem Strich des Landes war es, wo die Spanier die größten Verwüstungen anrichteten […] die Tyrannei, welche die Spanier beim Perlenfang oder der Perlenfischerei gegen die Indianer verübten, ist eine der grausamsten und verdammenswertesten Erfindungen von der Welt. […] man senkt sie nämlich drei, vier, auch wohl fünf Klafter tief ins Meer, und zwar von Sonnenaufgang bis zu Sonnenuntergang. Da müssen sie die ganze Zeit über ohne Atem zu holen unter dem Wasser herumschwimmen, und die Muscheln losreißen, worin Perlen wachsen. Haben sie ihre Netze damit angefüllt, so dürfen sie wieder empor kommen, und ein wenig verschnaufen. Nicht weit davon ist ein spanischer Henkersknecht in einem Nachen oder kleinem Boote befindlich. Ruhen sie zu lange, so stößt er sie wieder ins Wasser, oder reißt sie bei den Haaren hinein, damit sie fortfahren zu fischen.“

Danach steht noch mehr über die qualvollen Verhältnisse, unter denen die Perlentaucher nur kurze Zeit überleben konnten.
Ein Klafter war etwa 1,8 m.

## Das Ende der Perlenfischerei
Es wurde durch die Erfindung der Perlenzucht eingeleitet, die der Japaner Kokichi Mikimoto erfolgreich realisierte.

## Rezeption in der Kunst

### In der Skulptur
Das Bild gibt eine Skulptur des amerikanischen Bildhauers Benjamin Paul Akers (1825–1861) wieder. Der Künstler ließ sich wohl dadurch anregen, dass – wie K. Th. von Heßling schreibt – das Perlentauchen lebensgefährlich war, und die Taucher nahezu nackt waren. Die Skulptur (von 1858) befindet sich im Portland Museum of Art, in Portland, Maine.

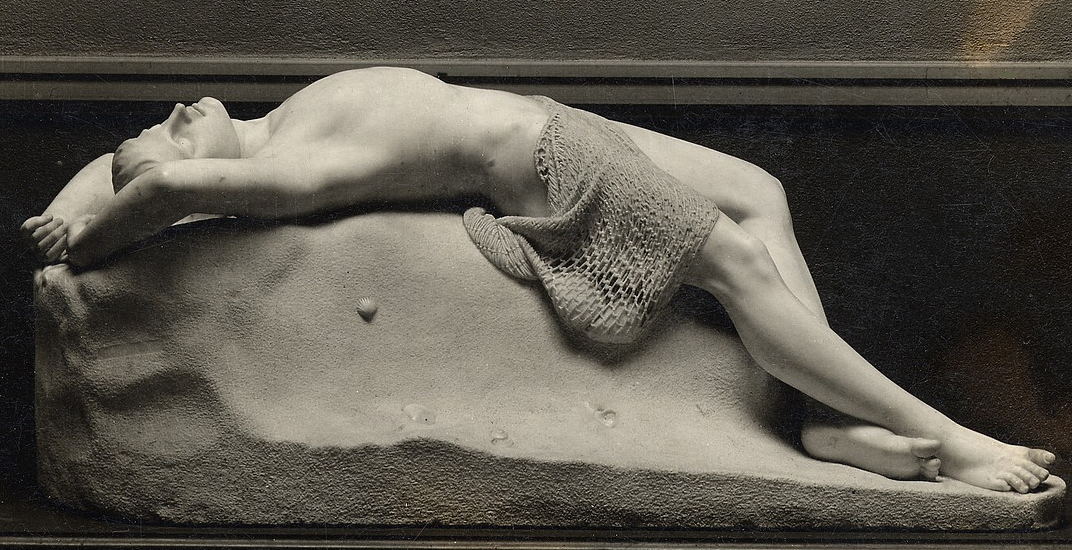
Der tote Perlentaucher, von Benjamin Paul Akers

### In der Literatur
Das Perlentauchen wird in der Schönen Literatur des 19. Jahrhunderts als beinahe idyllische Angelegenheit gesehen, wie wenn man die Perlen am Meeresboden aufsammeln könnte:
- Achim von Arnim lässt in seinem Doppeldrama „Halle und Jerusalem“ (Halle, 2. Akt, 4. Auftritt) Lysander zu Olympie sagen: „Und seh ich bald an Indiens Küsten die Perlenfischer in die Tiefe tauchen, mit voller Hand zurücke kehren und mir die runden Perlen vor die Füße schütten …“
- Bei Jean Paul sagt eine der Personen in dem Roman Flegeljahre (Viertes Bändchen, Nr. 61) „Der Mensch hat zum Guten im Leben so wenig Zeit als ein Perlenfischer zum Perlen-Aufgreifen, etwa zwei Minuten …“.

### In der Oper
Les pêcheurs de perles (Die Perlenfischer) von Georges Bizet handelt im Milieu von „Perlenfischern“ an der Küste Ceylons; deren Tätigkeit kommt kaum zum Ausdruck, aber der Aspekt der Gefährlichkeit ihrer Arbeit zeigt sich in der Oper darin, dass die Priesterin Leïla berufen wird, welche die Götter um den Schutz der Perlenfischer bittet.
In der Inszenierung der Metropolitan Opera von 2015 (in der Diana Damrau die Leïla sang) wurde während der Ouvertüre ein „Unterwasserballett von Tauchern“ gezeigt, um an das frühere Perlentauchen zu erinnern. Die Tänzer hingen an dünnen Seilen und vollzogen im Schweben, während sie mal gehoben, mal abgesenkt wurden, ihre „Unterwasser“-Tanzbewegungen. Man sah das durch einen Gaze-Vorhang, der alles ein wenig weichzeichnete, so dass man die Seile nicht bemerken konnte.

### In der Rockmusik
1978 erschien von der Band Puhdys ein Album mit dem Titel „Perlenfischer“.